# Eystein Eggen
Eystein Eggen (Oslo, 5 gennaio 1944 – 19 novembre 2010) è stato uno scrittore e sociologo norvegese.
Ha scritto romanzi incentrati sul medioevo europeo, oltre a una biografia del generale norvegese Carl Gustav Fleischer, comandante delle truppe norvegesi nelle battaglie di Narvik nel 1940. Fu inoltre autore di una biografia del suocero Agnar Mykle, controverso scrittore norvegese del XX secolo. Nel 1993 pubblicò Il ragazzo da Gimle, racconto autobiografico dell'infanzia di un norvegese ai tempi del Nazismo. Nel 2003 ottenne dal governo norvegese il titolo di "Erudito dello stato" (State Scholar).